# Jackass
Jackass – amerykański program rozrywkowy, emitowany przez stację MTV w latach 2000−2002, pokazujący ludzi wykonujących różne niebezpieczne, brutalne i szokujące wyczyny kaskaderskie i dowcipy. Jest to program, który z założenia ma szokować odbiorcę. Twórcami scenariusza i głównymi aktorami są kaskaderzy wywodzący się ze środowiska skate i BMX. Szczegółowo przedstawione kaskaderskie wyczyny powiązane są z niepoprawnym politycznie żartem. Popisy grupy często ocierają się o masochizm (okaleczanie się na różne sposoby, zjeżdżanie z niebezpiecznych stoków, pływanie na różnych nietypowych przedmiotach, czy zabawy z agresywnymi zwierzętami – rekinami czy krokodylami).
Program był przepustką do telewizyjnej i aktorskiej kariery dla Johnny’ego Knoxville’a i Bama Margery. Od 2002 roku powstało pięć pełnometrażowych filmów. Jackass to najpopularniejszy program kanału MTV i na fali jego popularności powstało kilka innych programów takich jak: Viva la Bam, Wildboyz, Homewrecker, Dr. Steve-O i Blastazoid.
W 2008 roku, Entertainment Weekly ogłosił Jackass 68. najlepszym programem od 25 lat.
Pomimo zamieszczanych przed i po emisji programu ostrzeżeń, serial stał się inspiracją dla młodzieży. Do dziś na całym świecie powstało wiele regionalnych grup „jackassów”, których członkowie rejestrują swoje niebezpieczne wyczyny za pomocą kamer, a następnie publikują w internecie.

## Historia

### Początki
Idea programu powstała w 1999 roku, kiedy Johnny Knoxville wpadł na pomysł wytestowania na sobie różnych urządzeń do samoobrony i napisania na tej podstawie artykułu. Wysłał ten pomysł do kilku magazynów, jednak żaden nie był zainteresowany tym tematem, aż do poznania Jeffa Tremaine’a z magazynu Big Brother. Jeff zatrudnił Knoxville'a jako dziennikarza i przekonał, aby nakręcił swój pomysł oraz inne wyczyny do swoich artykułów. Materiał, w którym Johny został potraktowany paralizatorem, gazem pieprzowym i strzałem z broni palnej w kamizelkę kuloodporną, mając ją na sobie, pojawił się w drugim skateboardowym filmie magazynu. Johnny i jego filmy szybko stały się hitem. Przyszły członek obsady Jackassa, Wee-Man, pojawił się w tych filmach, natomiast Steve-O wysłał zgłoszenie, aby wziąć w nich udział.
Big Brother wyruszył w podróż, podczas której prawdopodobnie Johnny poznał Bama Margerę i jego przyjaciół. Margera, oprócz bycia skaterem, wydał niedawno film zatytułowany Landspeed presents: CKY, gdzie wraz z tzw. „ekipą CKY” wykonywał różne numery i wyczyny kaskaderskie w West Chester. Ekipa składała się z Ryana Dunna, Brandona DiCamillo, Raaba Himselfa oraz rodziny Margerów - April, Phila, Vincenta i Jessa. Jeff Tremaine obejrzał film i wciągnął Bama wraz z jego ekipą do zespołu, który później przekształcił się w Jackass. Później, ekipa przyszłego Jackassa osobiście przyjęła Steve-O do grupy, który pracował w tym czasie jako klaun na pchlim targu na Florydzie. Dave England zaprosił swojego przyjaciela z Oregonu - Ehrena McGheheya.
Tremaine zaangażował w projekt swojego przyjaciela, reżysera Spike’a Jonze. W trójkę, razem z Knoxvillem, zostali producentami wykonawczymi. Saturday Night Live dał ofertę grupie, aby wykonywali swoje numery co tydzień w programie, jednak odrzucili ją. Ostatecznie, walka o program toczyła się pomiędzy Comedy Central i MTV. MTV wygrało i tak powstał program Jackass.

### Kontrowersje
Od pierwszego odcinka, pojawiał się komunikat, że wyczyny wykonywane są przez profesjonalistów i nie należy ich wykonywać w domu, gdyż mogą doprowadzić do kalectwa lub śmierci. Znajdowała się również informacja, aby nie przesyłać do kanału MTV własnych nagrań, gdyż nie zostaną one wyemitowane. Ostrzeżenie pojawiało się przed i po zakończeniu programu, po każdej przerwie na reklamy, a także niekiedy w formie „przewijanego” paska na dole ekranu podczas bardzo niebezpiecznych numerów. Pojawiało się także charakterystyczne logo programu, czaszka ze skrzyżowanymi kulami, które miało symbolizować, że wykonywany wyczyn jest niebezpieczny. Mimo wszystko, program obwiniany był za przypadki śmierci i urazów, wśród dzieci i nastolatków próbujących wykonać wyczyny pokazane w programie.
29 stycznia 2001 roku, amerykański senator Joseph Lieberman publicznie potępił MTV i program Jackass w związku z wypadkiem 13-latka z Connecticut, który postanowił odtworzyć niebezpieczny numer pokazany w programie. Nastolatek trafił do szpitala w stanie krytycznym, z licznymi poparzeniami. 7 lutego 2001 roku, Lieberman wysłał list do grupy medialnej Viacom, będącej właścicielem stacji MTV, upominając firmę, aby brała większą odpowiedzialność za swoje programy oraz więcej pomagała rodzicom chronić ich dzieci. W odpowiedzi na krytykę, MTV przestała emitować program przed godziną 22, jednak Lieberman kontynuował kampanię przeciwko „Jackassom”. Doprowadziło to do wstrzymania emisji powtórek programu. Posunięcie to rozzłościło obsadę i ekipę produkcyjną programu, którzy byli wściekli na „uginanie się pod żądaniami Liebermana” przez stację MTV.
Człowiek o imieniu Jack Ass pozwał MTV i żądał 10 milionów dolarów, twierdząc że nazwa programu to przywłaszczenie jego imienia. Jack Ass, dawniej znany jako Matt Burks, zmienił swoje imię w 1997 roku, aby podnieść świadomość na jazdę pod wpływem alkoholu po tym, jak jego brat i przyjaciel zginęli w wypadku samochodowym.

### Zakończenie
Podczas wywiadu dla magazynu Rolling Stone w 2001 roku, Johnny Knoxville oświadczył, że program po trzecim sezonie będzie zakończony. Wyraził również swoje niezadowolenia na MTV i cenzorów, którzy od początku drugiego sezonu, zaczęli naciskać na producentów programu, co można pokazać, a co nie. Po zakończeniu trzeciego sezonu w 2002 roku, MTV (które jest właścicielem nazwy „Jackass”), rozważało kontynuowanie programu z nową obsadą. Podczas MTV Video Music Awards w 2002 roku pokazano nawet teaser powracającej serii, jednak ostatecznie pomysł kolejnego sezonu porzucono. Z powodu standardów narzuconych przez MTV oraz nagłego odejścia Bama Margery i ekipy CKY w połowie trzeciej serii, ekipa Jackassa nie stworzyła odpowiedniego finałowego odcinka definitywnie kończącego „Jackass”.

### Życie po zakończeniuJackass
Po zakończeniu programu, każdy członek ekipy znalazł nową pracę w telewizji, albo w filmach. Knoxville rozpoczął karierę jako aktor, pojawiając się w takich filmach jak remake filmu Z podniesionym czołem, Diukowie Hazzardu, Faceci w czerni II, Olimpiada, Apetyt na seks i Wielkie kłopoty.
Margera i CKY Crew otrzymali własny program Viva la Bam, który śledził poczynania Bama i jego rodziny, będącej ofiarą jego żartów. Bam i jego ekipa prowadzą również audycję Radio Bam w radiu Sirius Satellite. Po Viva la Bam występował także w programie Bam’s Unholy Union, który skupiał się na podglądaniu przygotowań do ślubu jego oraz jego narzeczonej Missy. Brandon DiCamillo i Rake Yohn, krótko prowadzili program o grach komputerowych Blastazoid. Ryan Dunn, otrzymał program Demolka (Homewrecker), gdzie pomagał ludziom zemścić się na kimś, poprzez demolowanie pokoju. Program był na antenie tylko jeden sezon.
Pontius i Steve-O również otrzymali swój własny program - Wildboyz. W przeciwieństwie do Jackassa i Viva la Bam, program Wildboyz odrzucił formułę robienia żartów na rzecz podróżowania po świecie w poszukiwaniu dzikich i egzotycznych zwierząt. Program reżyserowany był przez Jeffa Tremaine’a. W programie jako goście wystąpili m.in. Johnny Knoxville, Manny Puig, i Jason „Wee Man” Acuña.

## Jackass: Świry w akcji
Po zakończeniu programu ekipa nakręciła w 2002 roku pełnometrażowy film zatytułowany Jackass: Świry w akcji (Jackass: The Movie), który w ich przekonaniu miał być ostatecznym zakończeniem Jackass. Obsada jasno wyjaśniła, że ten film to „pożegnanie” dla fanów programu, a ponieważ koncesja nie obowiązywała na film, ekipa i obsada mogły sobie pozwolić na ominięcie cenzury i pokazanie bardziej wulgarnych wyczynów niż w programie telewizyjnym. Pomimo wcześniejszych nieporozumień, MTV Films pomogło w dystrybucji filmu.
Budżet wynosił 5 milionów dolarów, a film zarobił w samych Stanach Zjednoczonych ponad 60 milionów dolarów.

## Jackass: Numer dwa
Po wydaniu Jackass: Świry w akcji, reżyser Jeff Tremaine i reszta ekipy wierzyła, że Jackass został definitywnie zakończony i już nie powstaną żadne projekty po tą marką. Jednakże, podczas ostatniego sezonu programu Wildboyz, Johnny Knoxville dołączył do swoich przyjaciół z dawnego programu, Chrisa Pontiusa i Steve-O, i podróżował wraz z nimi. Podczas kręcenia, Tremaine zapytał się dyskretnie Knoxville'a, czy nie chciałby zebrać jeszcze raz wszystkich z ekipy i nakręcić kolejny film. Johnny zgodził się, a po zakończeniu Viva la Bam i Wildboyz cała dawna ekipa była wolna i mogła się ponownie spotkać i nakręcić drugą część.
Jackass: Numer dwa został wydany 22 września 2006 roku. Został wyprodukowany przez MTV Films, a dystrybucją zajął się Paramount Pictures. Tak jak w przypadku pierwszej części, Jackass Number Two był na szczycie najbardziej dochodowych filmów. Podczas pierwszego weekendu wyświetlania film zarobił około 29 milionów dolarów. Materiały w których wystąpił wujek Bama, Vincent „Don Vito” Margera, zostały usunięte z powodu jego aresztowania w sierpniu 2006 roku i rodzaju postawionych mu zarzutów.

## Jackass 2.5
7 września 2006 roku MTV przedstawiło półgodzinny film dokumentalny o Jackass: Number Two. Kiedy zapytano, czy ten film oznacza koniec Jackassa, Steve-O żartobliwie skomentował, że ludzie którzy zarabiają pieniądze na marce Jackass ciągle chcą pieniędzy. Pod koniec dokumentu, Johnny Knoxville wyjawił, że „ciężko mu było odpuścić”, ponieważ jest „bardzo przywiązany do wykonywania wyczynów”.
5 września 2007 r. w programie The Howard Stern Show Margera ogłosił wydanie Jackass 2.5, który miał być zbiorem numerów, które nie zostały umieszczone w Jackass Number 2. Jako przykład podał numer, w którym wyrywał ząb Dona Vito używając do tego swojego Lamborghini. Wyczyn ten nie został jednak umieszczony na płycie, ponieważ w grudniu 2007 Don Vito został skazany na 10 lat nadzoru sądowego za przestępstwo seksualne na nieletniej. Zakazano mu odgrywanie postaci „Don Vito” w jakiejkolwiek formie w czasie odbywania kary.

## Jackass MTV Takeover
23 lutego 2008 roku stacja MTV wyemitowała odcinek specjalny Jackassworld.com: 24 Hour Takeover pokrywający się z uruchomieniem oficjalnej strony Jackassworld. W tym odcinku, pozwolono głównej obsadzie Jackassa przejąć MTV oraz jej studia i nadawać nowe wyczyny i żarty przez 24 godziny. Podczas przejęcia stacji, Jeff Tremaine został zapytany o trzecią część filmu Jackass. Stwierdził, że „na razie nie ma planów stworzenia Jackass 3”.

## Jackass 3D
We wrześniu 2009 r. Margera wyjawił fińskiej gazecie Iltalehti, że Jackass 3 będzie filmowany w styczniu 2010 r. w takich miejscach jak Mongolia, Republika Południowej Afryki, Finlandia oraz Stany Zjednoczone. Później potwierdził to 21 września 2009 roku na antenie Radia Bam. Na początku grudnia 2009 roku Knoxville potwierdził, że Jackass 3 jest w trakcie kręcenia, natomiast Paramount Pictures i MTV Films ogłosili datę wydania filmu na 15 października 2010.

## Jackass: The Game
Jackass: The Game został wydany 2 października 2007 roku. Gra została wydana na podstawie licencji przez Sidhe Interactive z Wellington w Nowej Zelandii na konsole PlayStation 2, Playstation Portable i Nintendo DS. Pierwszy publiczny pokaz gry odbył się na targach E3 za zamkniętymi drzwiami.

## Obsada i ekipa

### Główna obsada
- Johnny Knoxville
- Bam Margera
- Steve-O
- Chris Pontius
- Jason „Wee Man” Acuña
- Preston Lacy
- Dave England
- Ehren McGhehey
- Ryan Dunn

### Powracający członkowie obsady
- Stephanie Hodge
- Brandon DiCamillo
- Raab Himself
- Rake Yohn
- Phil Margera
- April Margera
- Jess Margera
- Vincent „Don Vito” Margera
- Manny Puig
- Loomis Fall
- Chris Nieratko
- Eric Koston
- Daewon Song – wykonywał „Carpet Skating”.

### Ekipa
- Jeff Tremaine – twórca, reżyser
- Spike Jonze – twórca
- Dimitry Elyashkevich – producent, kamerzysta
- Rick Kosick – główny kamerzysta
- Knate Gwaltney – kamerzysta
- Greg „Guch” Iguchi – kamerzysta
- Sean Cliver – producent
- Lance Bangs - dokumentalista

### Występy gwiazd
- Tony Hawk – profesjonalny skater, wykonywał numer 'the loop' z Bamem Margerą.
- Eric Koston - profesjonalny skater, pomagał Knoxville’owi wykonać grind na poręczy.
- Mat Hoffman – profesjonalny rider bmx, brał udział w „The Loop” oraz pojawił się w „Jackass The Movie”.
- Brad Pitt – brał udział w numerach „Abduction” i „Night Monkey 2”.
- Shaquille O’Neal – wziął udział w jednym numerze.
- CKY – perkusista Jess Margera pojawił się w kilku odcinkach. Jess i Deron Miller budzili Phila w numerze „Heavy Metal Alarm Clock”.
- Fatlip – zjeżdżał po poręczy ruchomych schodów.
- Ruby Wax i Maximillion Cooper – odcinek specjalny z wyścigiem Gumball 3000.
- Diddy – spoliczkował Bama i wykonał intro programu wypowiadając zdanie „I'm Johnny Knoxville, welcome to Jackass”.
- Quinton Jackson – dawał Ryanowi Dunnowi wskazówki jak walczyć w numerze z zawodnikiem MMA.
- Daewon Song – wykonywał „Carpet Skating”.
- Britney Spears - wykonywała „Poo Coctail Supreme” (sceny usunięte z Jackass 3D)
- Dudesons - grupa ludzi wykonująca podobne show do Jackass, występowali w jednym z numerów w Jackass 3D.
- Seann William Scott - trzymał piłkę, która trafiła w twarz Prestona oraz sędziował podczas gry Knoxville'a w rugby w Jackass 3D

## Telewizja, filmy i wydania DVD
Programy telewizyjne
- Jackass (MTV, 2000−2002)
- Jackassworld.com: 24 Hour Takeover (MTV Special, 2008)

Filmy
- Jackass: Świry w akcji (2002)
- Jackass: Numer dwa (2006)
- Jackass 2.5 (2007)
- Jackass 3 (2008)
- Jackass 3D (2010)
- Jackass 3.5 (2011)
- Jackass Bad Grandpa (2013)

DVD
- Jackass: The Box Set (2005)
- Jackass: The Lost Tapes (2009)

## Podobne grupy
Różne grupy, które utworzyły programy podobne lub bazujące na Jackassie:
- Extreme Duudsonit znani jako The Dudesons
- Dirty Sanchez znani jako Team Sanchez
- Tokyo Shock Boys
- Crazy Monkey
- Rad Girls